# Santo Tomás Huatzindeo
Santo Tomás Huatzindeo es una localidad del estado mexicano de Guanajuato. Es parte del municipio de Salvatierra.

## Toponimia
El nombre «Santo Tomás» hace referencia al santo patrono de la localidad: Tomás el Apóstol. El nombre «Huatzindeo» proviene del purépecha, su significado es «letrina».

## Demografía
| Gráfica de evolución demográfica |
|                                  |

| Censo | Población |
| ----- | --------- |
| 1900  | 1 045     |
| 1910  | 717       |
| 1921  | 940       |
| 1930  | 836       |
| 1940  | 799       |
| 1950  | 1 117     |
| 1960  | 1 694     |
| 1970  | 2 187     |
| 1980  | 2 233     |
| 1990  | 2 210     |
| 2000  | 2 174     |
| 2010  | 2 044     |
| 2020  | 1 710     |